# حروش
حروش (به عربی: الحروش) یک شهرداری در الجزایر است که در استان سکیکده واقع شده‌است.